# Ormehausen
Ormehausen är en bergstopp i Antarktis. Den ligger i Östantarktis. Norge gör anspråk på området. Toppen på Ormehausen är 2 550 meter över havet, eller 295 meter över den omgivande terrängen. Bredden vid basen är 1,3 km.
Terrängen runt Ormehausen är kuperad österut, men västerut är den platt. Trakten är obefolkad. Det finns inga samhällen i närheten. 